# Diritti LGBT in Belgio
I diritti di lesbiche, gay, bisessuali e transgender (LGBT) in Belgio sono considerati tra i più progressisti in Europa e nel mondo. L'attività sessuale tra persone dello stesso sesso è stata legalizzata nel 1795, con un'uguale età del consenso, tranne che dal 1965 al 1985.
Dopo la concessione fatta alle coppie dello stesso sesso dei benefici nazionali dell'unione civile nell'anno 2000, il Belgio è divenuto il secondo paese al mondo ad aver legalizzato il matrimonio tra persone dello stesso sesso nel 2003.
L'adozione da parte di coppie dello stesso sesso è stata completamente legalizzata nel 2006 ed è equalizzata con quella dell'adozione da parte di coppie di sesso opposto e le coppie lesbiche possono accedere alla fecondazione in vitro. 
Protezioni contro la discriminazione basata sull'orientamento sessuale sono in vigore in materia di occupazione, alloggi e abitazioni pubbliche e private sono state altresì adottate a partire dal 2003, mentre a favore dell'espressione dell'identità di genere dal 2014. 
Le persone transessuali sono state autorizzate a cambiare legalmente il loro genere in determinate circostanze dal 2007.
Il Belgio è stato spesso ufficialmente indicato come uno dei paesi più gay friendly del mondo, con sondaggi d'opinione indicanti che la maggioranza dei cittadini sostiene il matrimonio e l'adozione da parte degli omosessuali. 
Tra i capi di governo del Belgio, Elio di Rupo (2011-14), nonché presidente del partito Socialista (Belgio) è un uomo apertamente gay ed è stato uno degli unici tre primi ministri in tutto il mondo ad essersi auto-identificato come LGBT. Pascal Smet, l'ex ministro fiammingo dell'istruzione (nel secondo governo Peeters) e attuale ministro di Bruxelles, è anch'egli apertamente gay.

## Legislazione riguardante l'attività sessuale tra persone dello stesso sesso

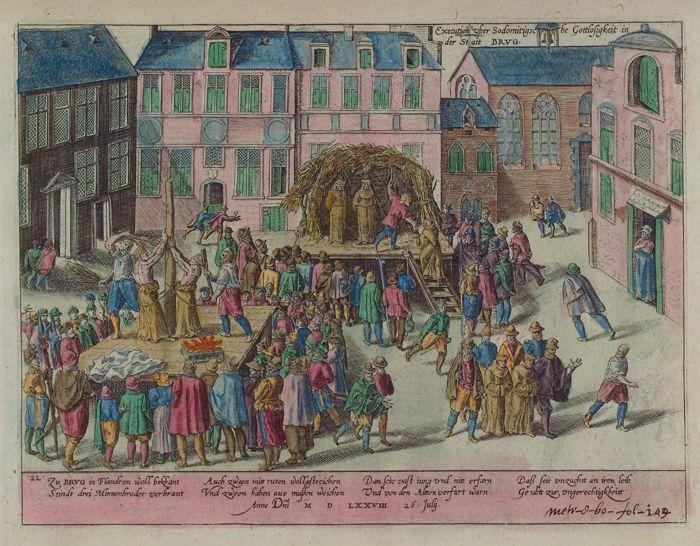
Esecuzione di omosessuali, anno 1578

L'attività sessuale tra persone dello stesso sesso è legale dal 1795 (quando il paese era un possedimento francese). 
L'articolo 372 del codice penale stabilisce l'età del consenso a 16 anni, indipendentemente dall'orientamento sessuale e /o di genere; questo è stato per breve tempo aumentato a 18 per gli atti omosessuali tra il 1965 e il 1985 con l'aggiunta e la successiva abrogazine dell'art. 372bis del codice. 
Ciò è stato fatto inserire ecaggiungere da un emendamento del deputato Freddy Terwagna alla legge dell'8 aprile 1965, in materia di protezione dei giovani.
Un disegno di legge presentato nel giugno 1982 dal deputato Luc Van den Bossche indicante l'abrogazione dell'articolo è stato approvato dalla Camera dei rappresentanti (Belgio) il 13 maggio 1983. 
Il Senato (Belgio) in via definitiva acconsentì nel giugno 1985; l'articolo 372bis è stato quindi abrogato dalla legge del 18 giugno 1985.

## Riconoscimento delle relazioni omosessuali

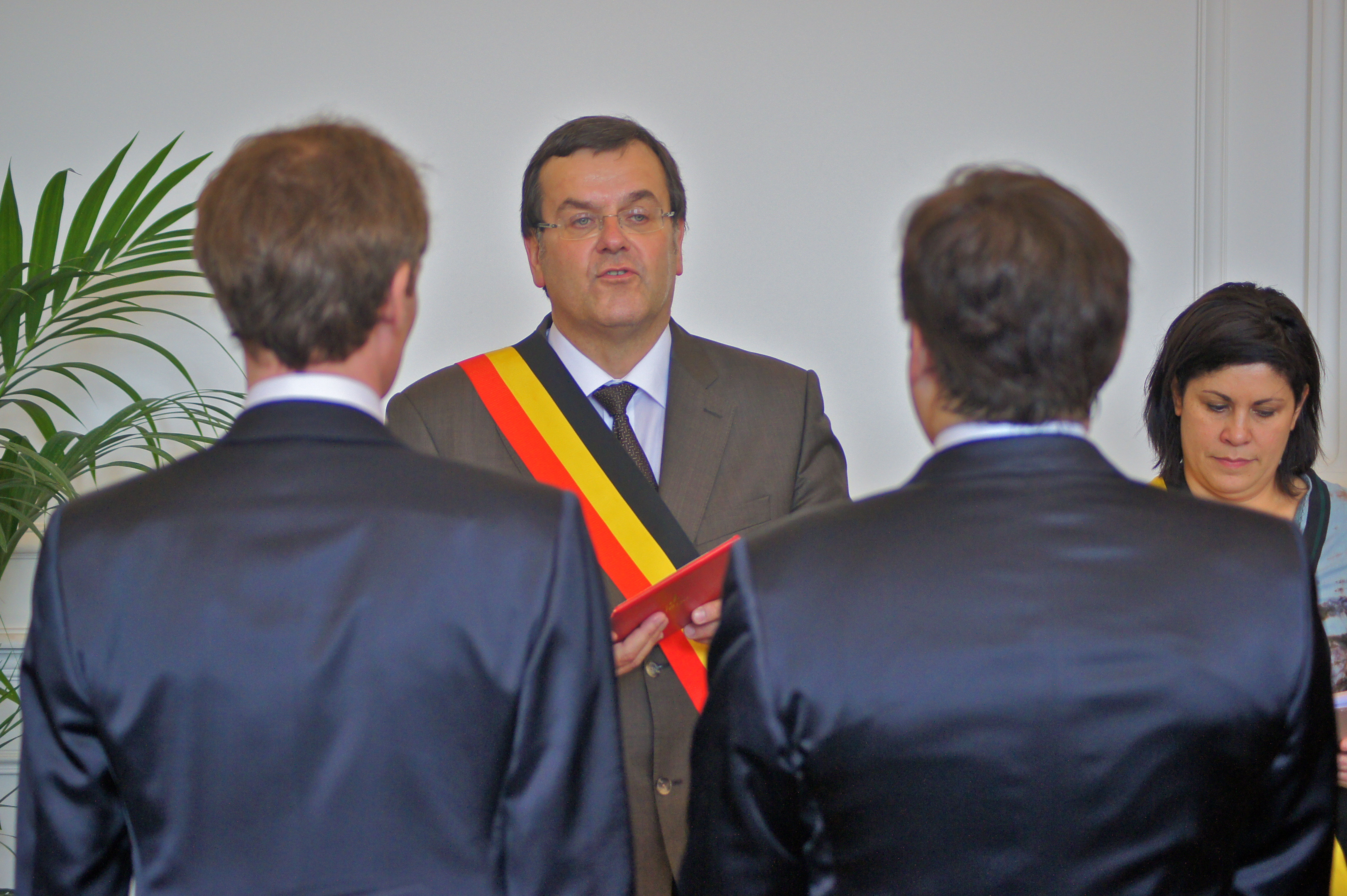
Celebrazione di un matrimonio omosessuale.

Il Belgio è diventato il secondo paese al mondo a riconoscere il matrimonio tra persone dello stesso sesso nel 2003 (dopo i Paesi Bassi). Le coppie dello stesso sesso poseggono gli stessi diritti civili delle coppie formate da persone di sesso opposto.

## Adozione e pianificazione familiare
Le coppie dello stesso sesso hanno ottenuto gli stessi diritti delle coppie di sesso opposto sul tema dell'adozione fin dal 2006; inoltre le coppie lesbiche possono pure ottenere l'accesso alla fecondazione in vitro.
In generale il diritto di adozione viene regolato a livello federale, mentre la procedura di adozione è gestita dai governi della comunità. 
Tra il 2006 e il 2014 56 coppie di gay e due coppie di lesbiche hanno adottato sul piano nazionale un bambino nella comunità fiamminga del Belgio (delle Fiandre). 
Nel corso dello stesso periodo almeno 12 bambini sono stati adottati a livello nazionale nella comunità francofonna del Belgio, per un totale di 70 adozioni nazionali LGBT nel paese in quel periodo.

## Servizio militare
Alle persone LGBT non viene vietato di svolgere il servizio militare.

## Protezioni contro la discriminazione e i crimini d'odio

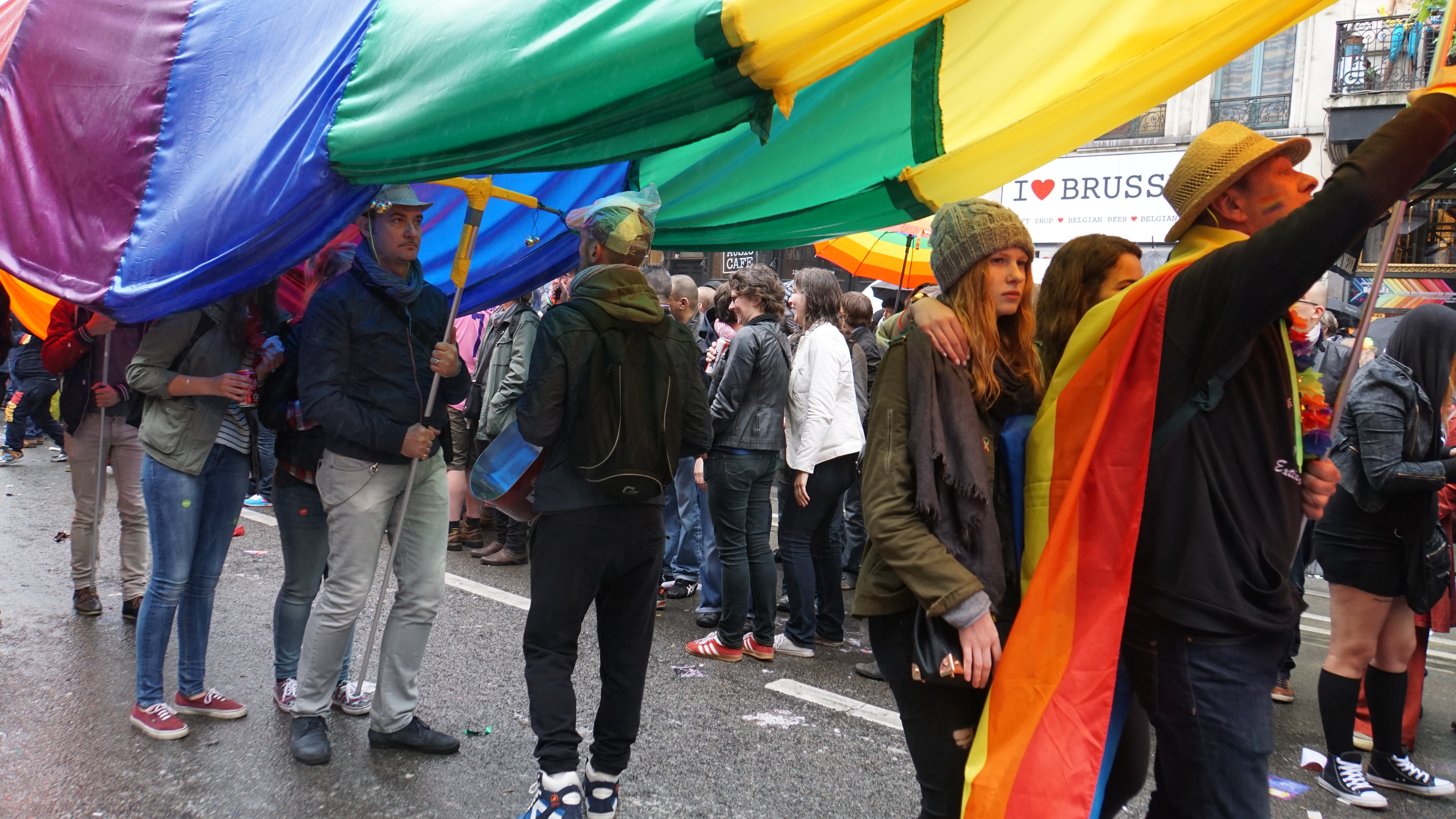
Gay Pride a Bruxelles nel 2015.

La legge contro la discriminazione datata 25 febbraio 2003 include le protezioni contro la discriminazione basata sul sesso e l'orientamento sessuale. La legge è stata sostituita da una del tutto simile nel 2007.
Le legislazioni anti-discriminazione del 2003 e del 2007 stabiliscono anche un aggravio di pena per i reati motivati dall'odio (vedi crimini d'odio) sulla base di, tra gli altri, del sesso e dell'orientamento sessuale.
Il 29 novembre 2013 il governo federale Di Rupo ha approvato un ampliamento della legge contro la discriminazione per includere l'identità di genere e l'espressione del genere; è stata approvata dal parlamento federale del Belgio ricevendo l'assenso reale il 22 maggio 2014.
Il 22 dicembre 2014 la giuria della corte d'assise di Liegi ha trovato quattro persone colpevoli dell'omicidio di Ihsane Jarfi, crimine motivato dall'omofobia; è questo il primo caso belga in cui un delitto è stato ufficialmente qualificato come esser stato motivato dall'odio sulla base dell'orientamento sessuale.

## Diritti transgender

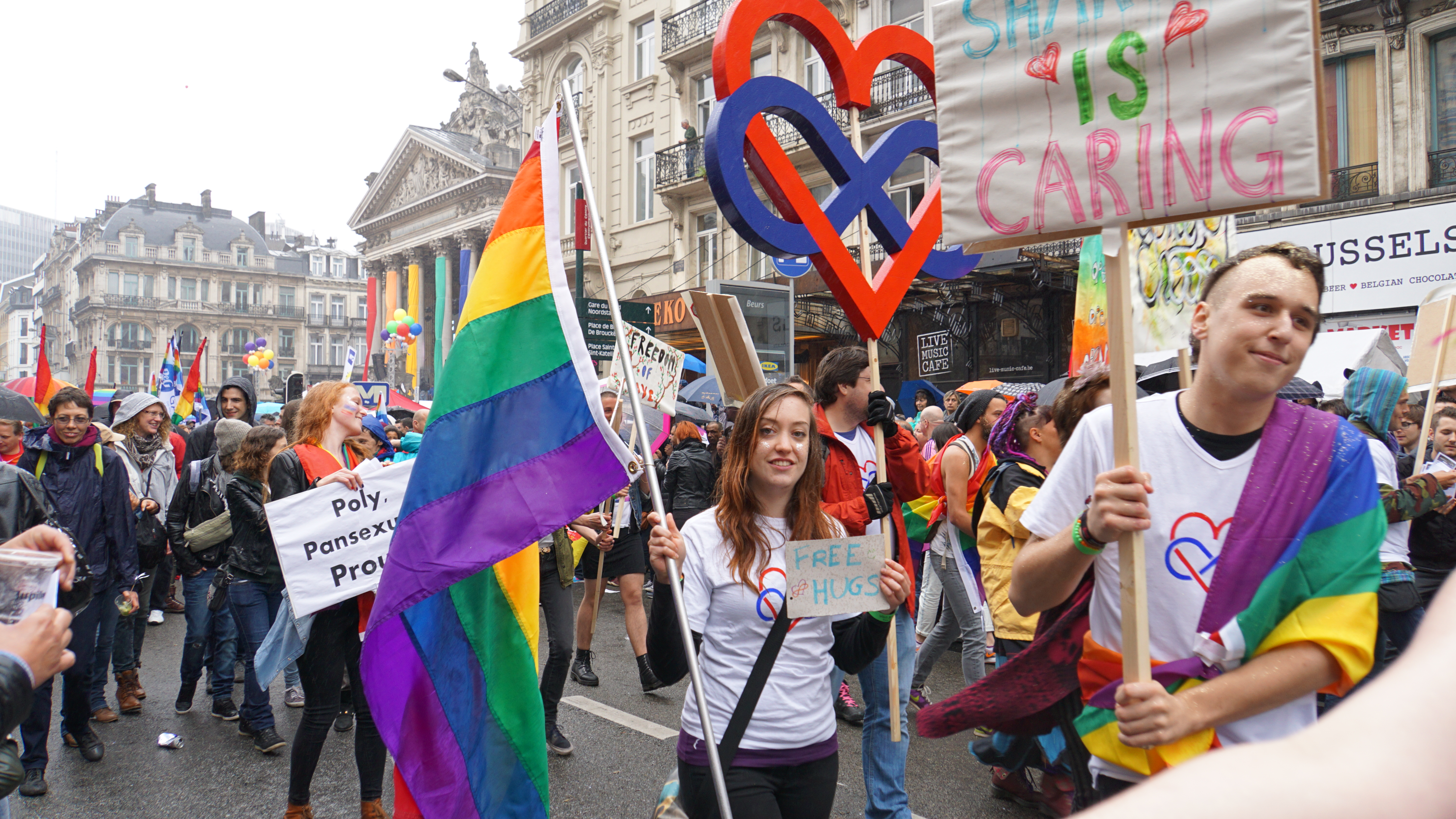
Pride 2015

La legge del 2007 riguardante la transessualità concede ai belgi il diritto di cambiare il proprio genere di appartenenza legalmente, alle condizioni che la persona in questione abbia una "convinzione interiore costante e irreversibile di appartenere al sesso opposto a quello indicato nel certificato di nascita" e che "il corpo fisico si trova adattato al sesso opposto per quanto possibile e giustificato dal punto di vista medico". Ciò significa che è richiesta la sterilizzazione.
Nel periodo 2002-2012 si è avuta una media annua di 31 uomini e 14 donne che hanno cambiato ufficialmente il loro genere legale, con un aumento dal momento in cui la legge del 2007 è entrata in vigore. Prima della legge del 2007 un cambiamento del genere era possibile solamente attraverso una sentenza del tribunale.
Tra gli ospedali belgi, ma anche a livello internazionale, l'ospedale universitario di Gand (Gent UZ) è noto per la sua specializzazione in chirurgia di riassegnazione del sesso; per esempio molte persone transgender francesi vanno lì a causa di una mancanza di accettazione presso gli ospedali in Francia.
A partire dal 2015 il governo Michel, con il ginecolo del Gent UZ Elke Sleurs (affiliato alla Nuova Alleanza Fiamminga) nella sua qualità di segretario di stato per le pari opportunità, prevede di modificare la legge del 2007 al fine di rimuovere il requisito medico per poter ottenere un cambiamento di genere legale.
Il disegno di legge fatto approvare dal consiglio dei ministri del 9 dicembre 2016 entrerebbe in vigore nel 2018.

## Condizioni di vita

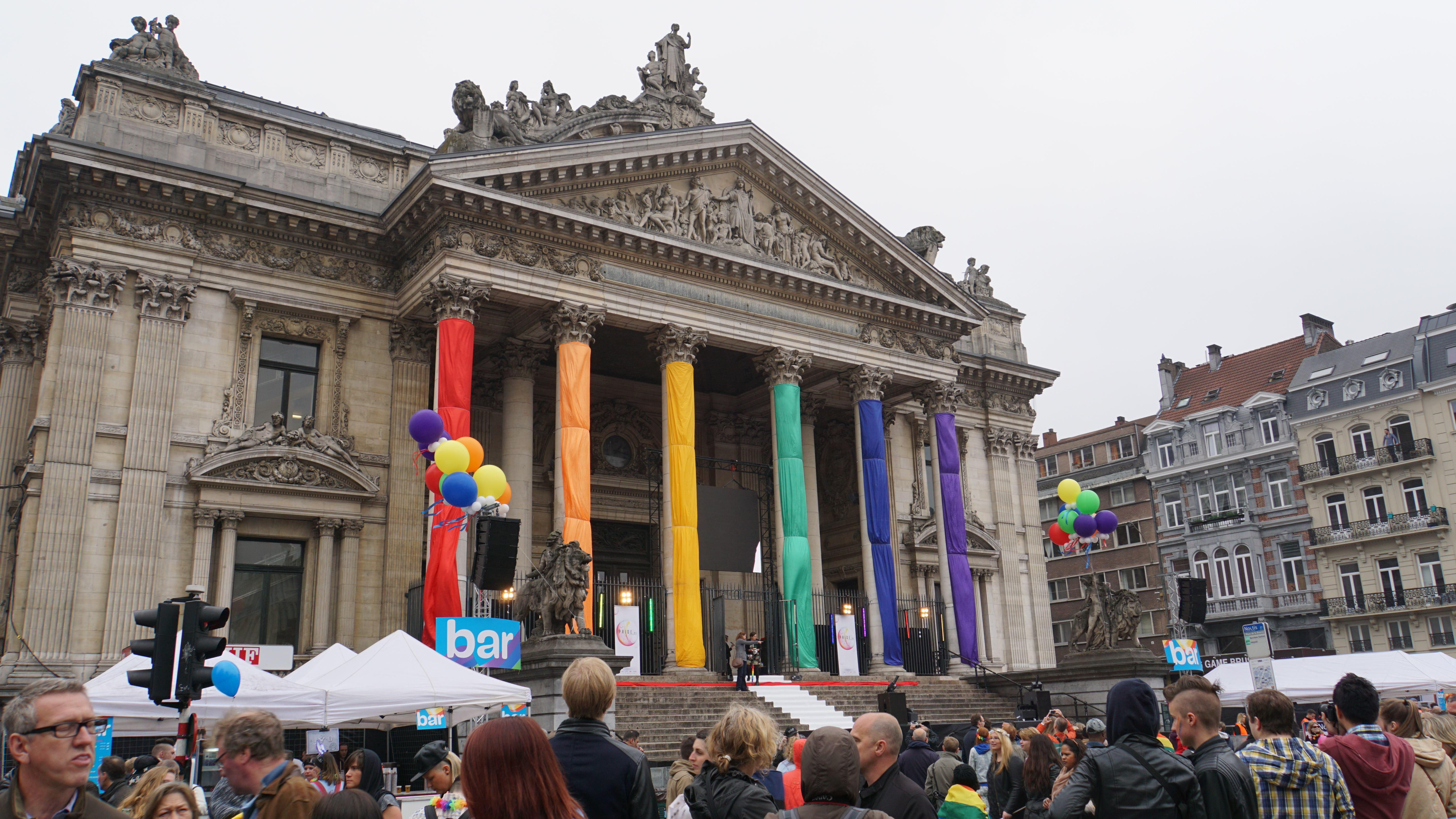
Pride 2015

Le persone LGBT sono generalmente ben accettati socialmente in Belgio in cui vi è una forte comunità gay con numerosi locali associati; un sondaggio svolto dall'Unione europea ha dimostrato che il 62% dei belgi sostengono l'estensione del matrimonio per gli omosessuali a tutta l'Europa.

## Donazione di sangue
Attualmente gli uomini che hanno rapporti sessuali con altri uomini non possono donare il sangue, questo per massimizzare la sicurezza delle trasfusioni.
La polemica sui maschi gay donatori di sangue è una questione politica, condivisa dai partiti, dai rappresentanti per la salute pubblica e dalle maggiori associazioni LGBT.
Nel 2016 il ministro per la salute Maggie de Block ha promesso di rivalutare la legge utilizzando le più recenti scoperte scientifiche. Nel mese di novembre 2016 è stato annunciato che la politica verrà modificata entro il corso del 2017, rendendo così possibile per i maschi omosessuali la possibilità di donare il sangue, se non avessero avuto rapporti sessuali da almeno 12 mesi.

## Terapie di conversione
Il 20 luglio 2023, il Parlamento ha approvato una legge che vieta le pratiche di conversione, definite come "qualunque pratica che consista in o includa l'intervento fisico o l'applicazione di pressione psicologica, che l'autore o la vittima crede o sostiene possa reprimere o alterare l'orientamento sessuale, l'identità di genere o l'espressione di genere di una persona, sia che tale caratteristica sia realmente presente, sia che venga solo presunta dall'autore."
Le pene possono essere da 8 giorni a 2 anni di prigione e/o una multa da 208 a 2400 euro, oltre a un divieto di esercitare la professione che può durare fino a 5 anni.

## Nel cinema
- 1971: La vestale di Satana
- 1995: Poeti dall'inferno
- 1997: La mia vita in rosa
- 2000: Juste une question d'amour
- 2000: Quasi niente
- 2004: Calvaire
- 2006: The Curiosity of Chance
- 2008: Moscow, Belgium

- 2008: Élève Libre - Lezioni private
- 2011: Noordzee, Texas
- 2012: Mixed Kebab
- 2013: La vita di Adele
- 2013: Nymphomaniac
- 2013: Puppy Love (film 2013)
- 2014: Pasolini (film)

- 2015: À trois on y va
- 2015: La Belle Saison
- 2015: Eisenstein in Messico
- 2016: Strike a Pose
- 2018: Girl (film 2018)

## Tabella riassuntiva
| Attività sessuale omosessuale legale                                                                             | (a partire dal 1795)                                  |
| Uguale età del consenso                                                                                          | (tranne che negli anni 1965–1985)                     |
| Leggi anti-discriminazione sul posto di lavoro                                                                   | (dal 2003)                                            |
| Leggi anti-discriminazione nella fornitura di beni e servizi                                                     | (dal 2003)                                            |
| Leggi contro la discriminazione in tutte le altre aree (inclusa la discriminazione indiretta e i crimini d'odio) | (dal 2003)                                            |
| Riconoscimento attraverso unione civile delle coppie dello stesso sesso                                          | (dal 2000)                                            |
| matrimonio tra persone dello stesso sesso                                                                        | (dal 2003)                                            |
| Adozione del figlio del partner per le coppie omosessuali                                                        | (dal 2006)                                            |
| Adozione da parte di coppie dello stesso sesso sia comune che singola                                            | (dal 2006)                                            |
| Genitorialità automatica per entrambi i coniugi dopo la nascita                                                  | (dal 2015)                                            |
| Alle persone LGBT viene permesso di servire nelle forze armate                                                   | Si                                                    |
| Diritto di cambiare legalmente genere di appartenenza                                                            | (dal 2007)                                            |
| Diritto di cambiare legalmente genere di appartenenza in base all'autodeterminazione                             | (dal 2018)                                            |
| Accesso alla fecondazione in vitro per le coppie lesbiche                                                        | Si                                                    |
| Maternità surrogata per le coppie gay                                                                            | (non esplicitamente regolato dalla legge)             |
| Divieto di terapie di conversione                                                                                | (dal 2023)                                            |
| Riconoscimento del genere non binario                                                                            | No                                                    |
| Donazione del sangue possibile per gli uomini che hanno rapporti sessuali con altri uomini                       | (dal 2017, con un periodo di differimento di un anno) |